# 朱常沺
寧海王朱常沺（？—17世紀），明朝德藩第三代寧海王，寧海昭敬王朱翊鐸的庶第六子。

## 生平
萬曆四十五年（1617年），寧海昭敬王朱翊鐸去世。天啟元年（1621年）五月，朱常沺襲封寧海王。
崇禎十七年（1644年），朱常沺已經去世或被大順軍隊攻陷濟南府後俘虜。同年七月初四日，清朝招撫山東河南官員戶部右侍郎王鳌永進駐濟南府。初五日，寧海長子朱由㭦奉表歸降清廷。

## 家庭

### 子
- 寧海長子朱由㭦[3]